# IC 3693
IC 3693 ist eine Zwerggalaxie vom Hubble-Typ dE3 im Sternbild Jungfrau nördlich der Ekliptik. Sie ist schätzungsweise 69 Millionen Lichtjahre von der Milchstraße entfernt.
Das Objekt wurde am 10. Mai 1904 von Royal Harwood Frost entdeckt.